# Gutbrod
Gutbrod byl německý výrobce motocyklů, automobilů a malých zemědělských strojů. Navázal na Standard Fahrzeugfabrik.

## Začátky
Wilhelm Gutbrod (1890–1948) založil roku 1926 v Ludwigsburgu továrnu Standard Fahrzeugfabrik, která vyráběla motocykly a později i malé osobní a užitkové vozy. V roce 1933 se přestěhovala na předměstí Stuttgartu do Feuerbach a v roce 1937 do Plochingenu.

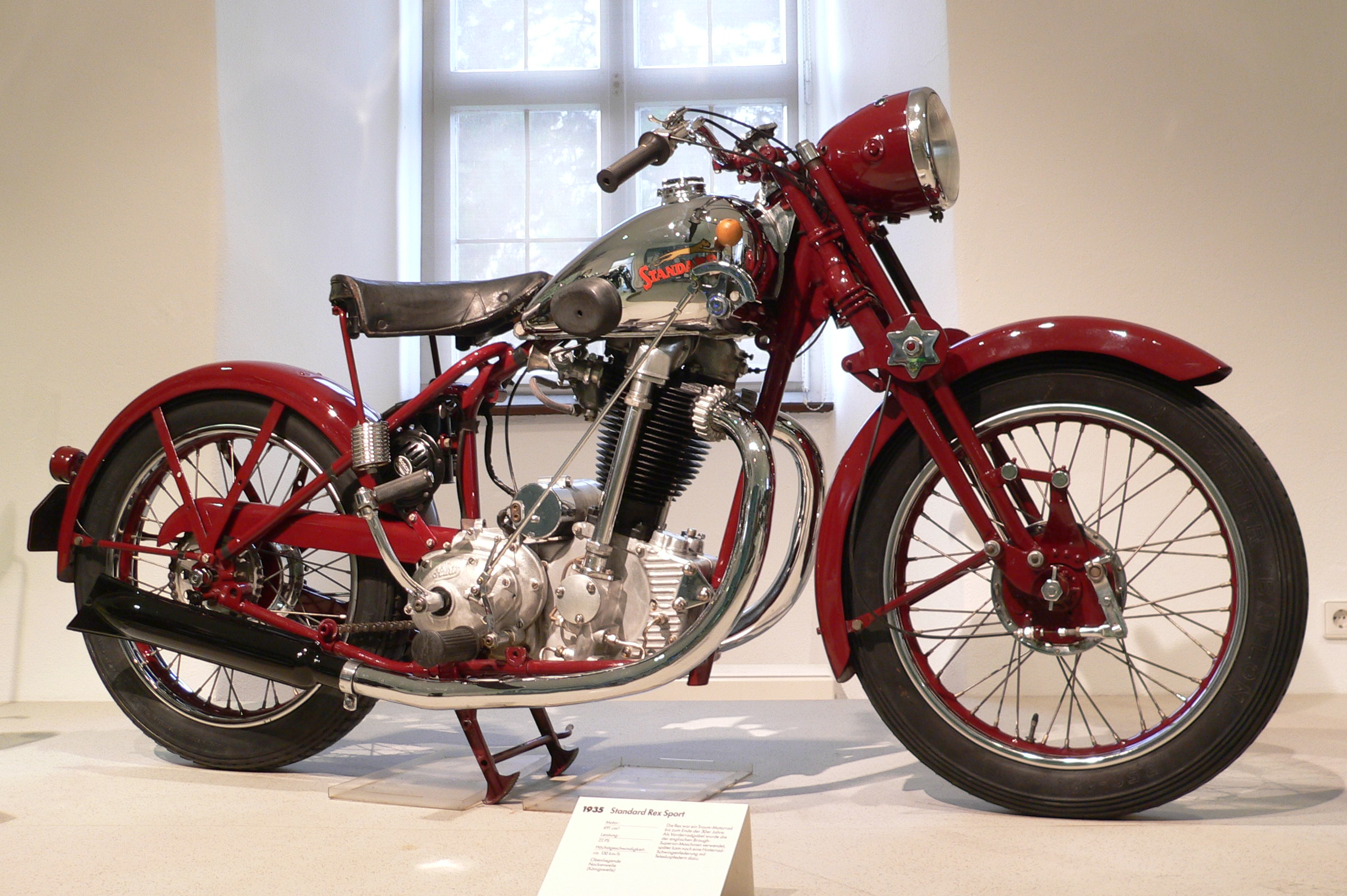
motocykl Standard Rex Sport

### Motocykly
Nová malá firma nemohla konkurovat hromadně vyráběným levným motocyklům BMW, DKW, NSU, Wanderer, Zündapp apod. Zaměřila se na luxusní motocykly a reklamu jí dělaly mnohé sportovní úspěchy v Německu i zahraničí. Zpočátku používala motory zahraničních výrobců, později vlastní konstrukce.

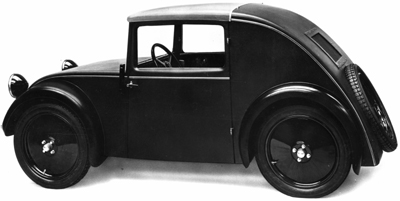
Standard Superior 1933

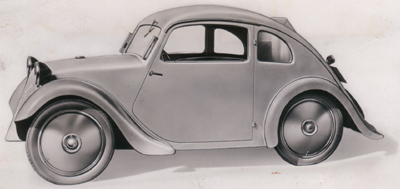
Standard Superior 1934

### Malé automobily
V roce 1933 začal Standard vyrábět malý dvoumístný vůz Gutbrod Superior podle návrhu Josefa Ganze využívající páteřový rám. Poháněn byl dvoudobým řadovým dvouválcovým vodou chlazeným motorem uloženým naplocho s převodovkou před hnanými zadními koly. Na trh byl uveden coby nejlevnější a nejrychlejší lidový vůz dlouho před vozem Volkswagen Brouk. S motory 494 nebo 396 cm³ o 16/12 k dosahoval maximální rychlosti 80/70 km/h. Do roku 1935, kdy byla výroba bez nástupce ukončena, se vyrobilo pouze cca 500 vozů. Výrobu nezvýšila ani pohlednější nová karoserie s místem navíc pro dvě děti v roce 1934.

### Užitkové vozy

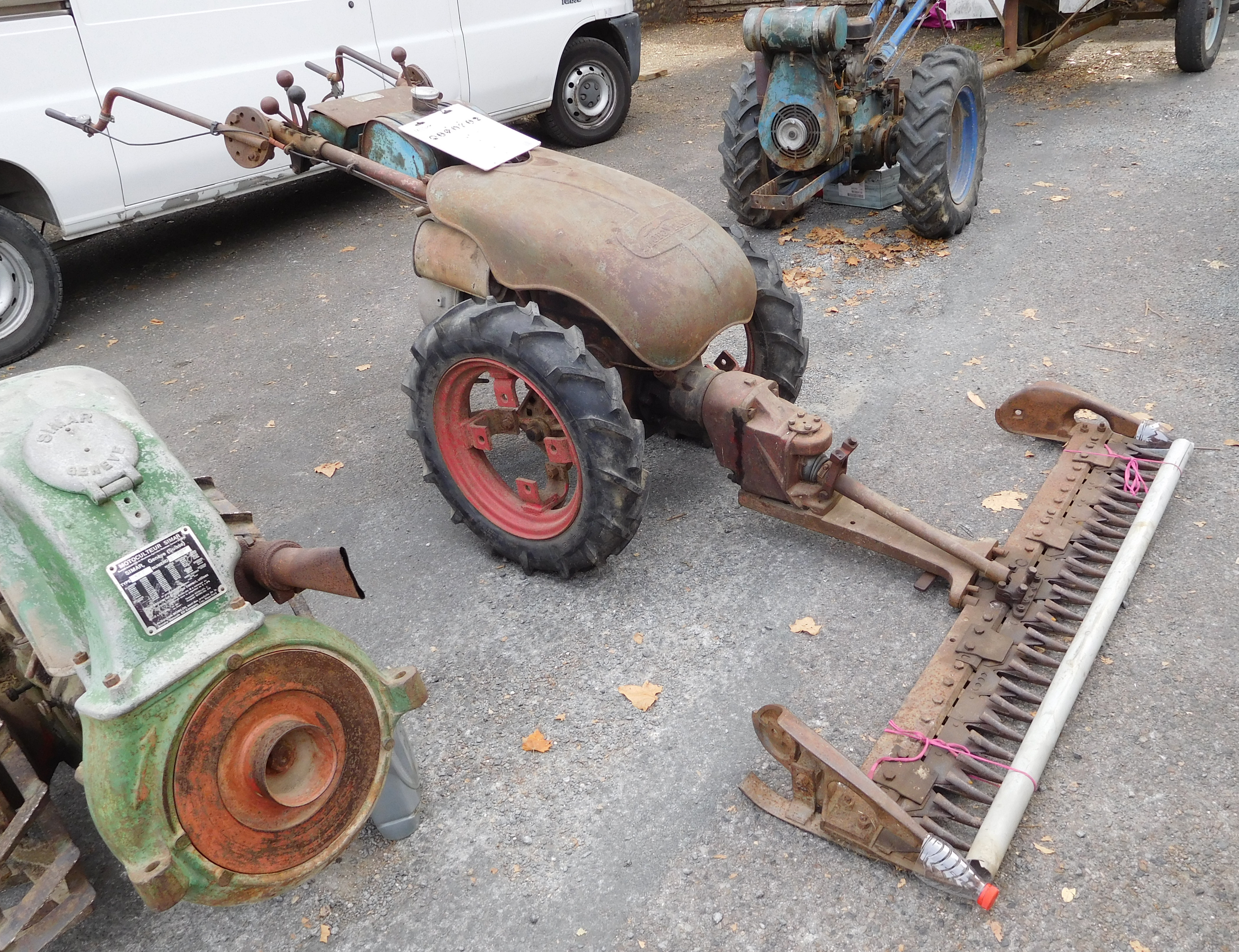
motorová sekačka Standard R3

Od roku 1934 vyráběl Standard malé tříkolové a čtyřkolové užitkové vozy na prodlouženém a zesíleném podvozku Standard Superior. Byly obzvláště oblíbené pro robustnost. K řízení tříkolových s motorem do 200 cm³ nebyl potřeba řidičský průkaz. Mezi lety 1939–1945 jejich výrobu nuceně nahradil tříkolový vůz Standard E1 vyráběný podle vzoru Tempo E 400, který byl za druhé světové války jednotným německým lehkým tříkolovým užitkovým vozem. S dvouválcovým dvoudobým vodou chlazeným motorem nad poháněným předním kolem však vykazoval špatné jízdní vlastnosti.

### Zemědělské stroje
Po dohodě se švýcarskou firmou Rapid, zprostředkovanou před Nacismem uprchlým Josefem Ganzem, začal Standard od roku 1939 vyrábět ručně vedenou motorovou sekačku R3 s čelní žací lištou s pohonem dvoudobým jednoválcovým vzduchem chlazeným motorem 200 cm³ o 5 k. S přídavným zařízením sloužila i ke sklizni obilí nebo pohonu kotoučové pily či kejdového čerpadla. Během druhé světové války byla dodávána pouze na zvláštní povolení Třetí říší schváleným zemědělcům.

## Poválečné období

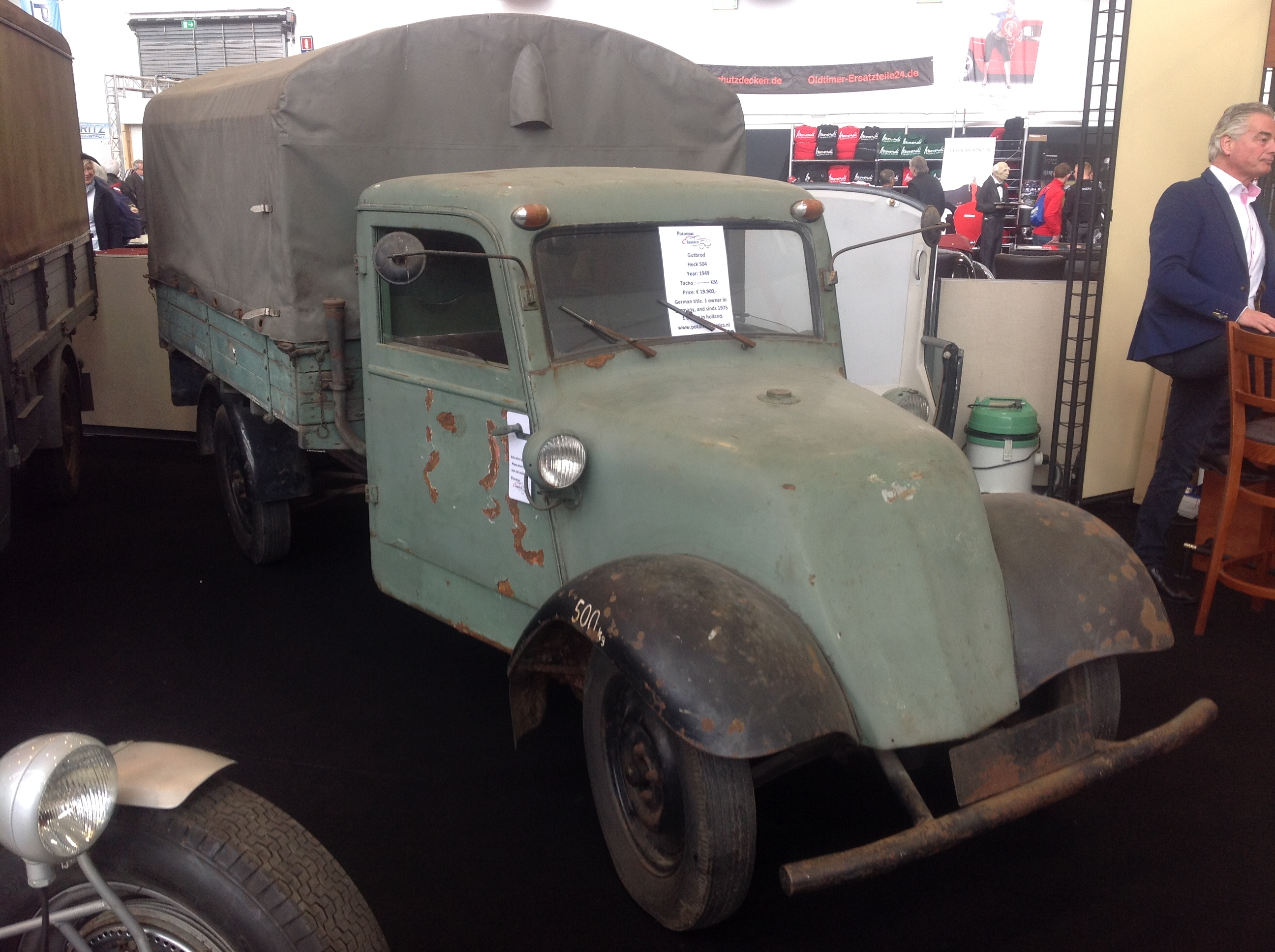
Gutbrod Heck 504 (1946–1949)

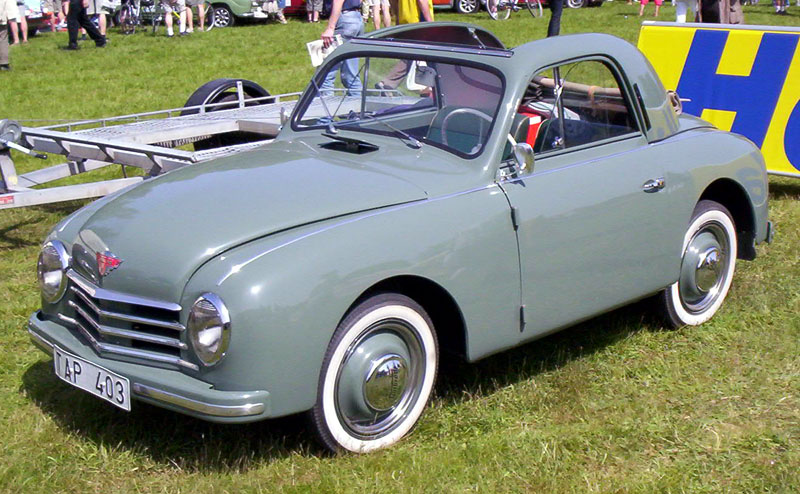
Gutbrod Superior (1949–1954)

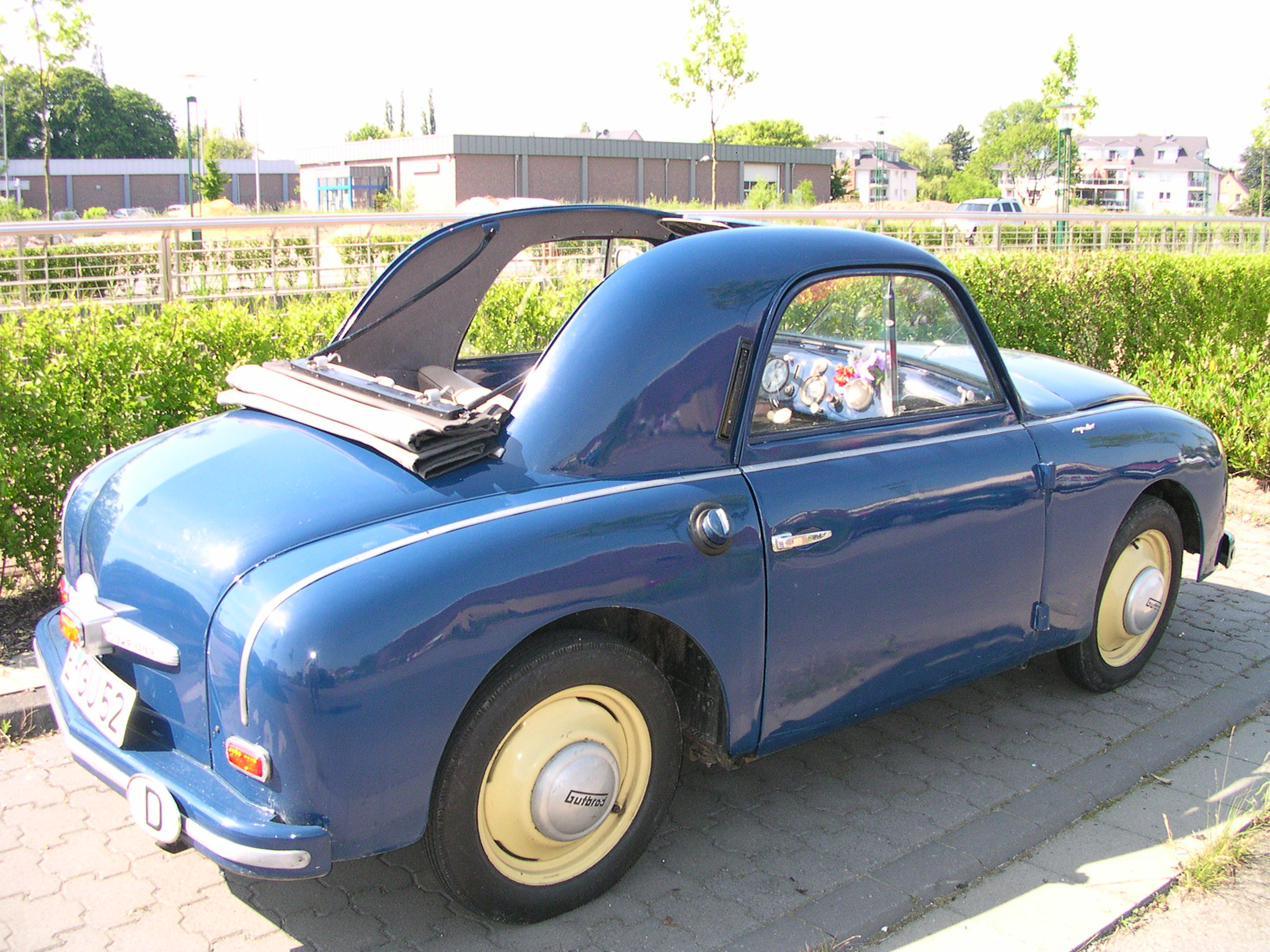
Gutbrod Superior (1949–1954)

Po druhé světové válce byl závod zničen. V roce 1946 Wilhelm Gutbrod obnovil výrobu čtyřkolových užitkových vozů a začal je prodávat se značkou Gutbrod jako Gutbrod Heck 504 a od roku 1949 i Gutbrod Heck 604. S 12 k 492 cm³, později 14 k 576 cm³ dvoudobými čtyřválcovými vzduchem chlazenými motory s protilehlými válci za zadní poháněnou nápravou, vyvinutými jako pomocné motory větroňů, uvezly 750 kg.

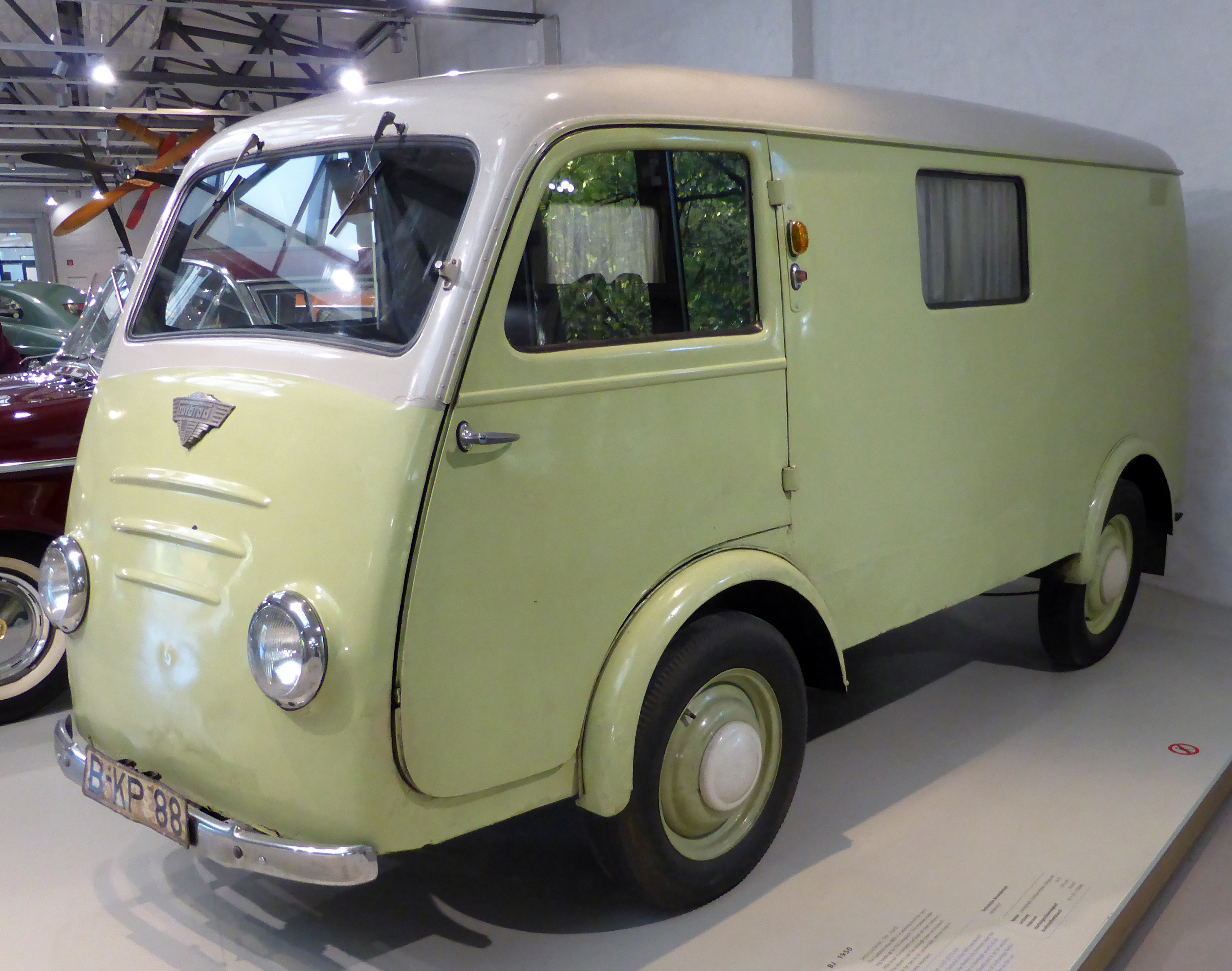
Gutbrod Atlas 800 (1949–1953)

Po smrti Wilhelma Gutbroda v roce 1948 převzal firmu syn Walter. Rozšířil výrobní program o zemědělské malotraktory Gutbrod Farmax. V roce 1949 o malý užitkový vůz Gutbrod Atlas 800 s nezávislým zavěšením všech kol a dvoudobým řadovým dvouválcovým vodou chlazeným motorem 576 cm³ se 16 k vzadu za páteřovým rámem a poháněnou zadní nápravou s užitečným zatížením 800 kg, který v roce 1950 plně nahradil typovou řadu Heck. Vyráběl se jako dodávka, skříňový automobil, miniautobus i valník včetně mnoha různých nástaveb. Od roku 1951 i s nosností 1000 kg coby Gutbrod Atlas 1000 a od roku 1953 s nosností 700 kg jako Gutbrod Atlas 700. 

### Návrat osobních automobilů
V roce 1950 začal Gutbrod vyrábět malý dvoumístný vůz Gutbrod Superior s pohonem předních kol a pontonovou karoserií na páteřovém rámu s předním rozvidlením nesoucím motor. Dvoudobý řadový vodou chlazený dvouválec 593,5 cm³ s 20 k umožňující dosáhnout maximální rychlost 100 km/h. Sériově se vyráběl s karoserií tudor se stahovatelnou plátěnou střechou připomínající Fiat Topolino nebo jako praktičtější třídveřové malé kombi, o elegantnější malý kabriolet nebyl takový zájem. Prodej se zpočátku slibně rozjížděl. S růstem konkurence za Německého hospodářského zázraku se ale propadl a Gutbrod musel snížit ceny. Od září 1951 začal prodávat i verzi Luxus 700 s motorem 658 cm³, která měla maximální výkon 26 k a rychlost 110 km/h, s přímým vstřikováním Bosch 30 k a 115 km/h. Superior se tak stal prvním automobilem se vstřikováním benzínu. Snížilo spotřebu o cca 20 %, ale zvýšilo prodejní cenu a servisní náklady. Zhoršilo i startování teplého motoru. Začátkem podzimu 1953 Gutbrod představil čtyřmístný Gutbrod Superior s tříválcovým vzduchem chlazeným dvoutaktem, který chtěl vyrábět od roku 1954. Malosériovou produkcí ale nedokázal konkurovat snižování cen velkých výrobců. Na pokraji bankrotu odprodal některé provozy a ponechal si výrobu zemědělských strojů.

### Zemědělské stroje na menší polní práce

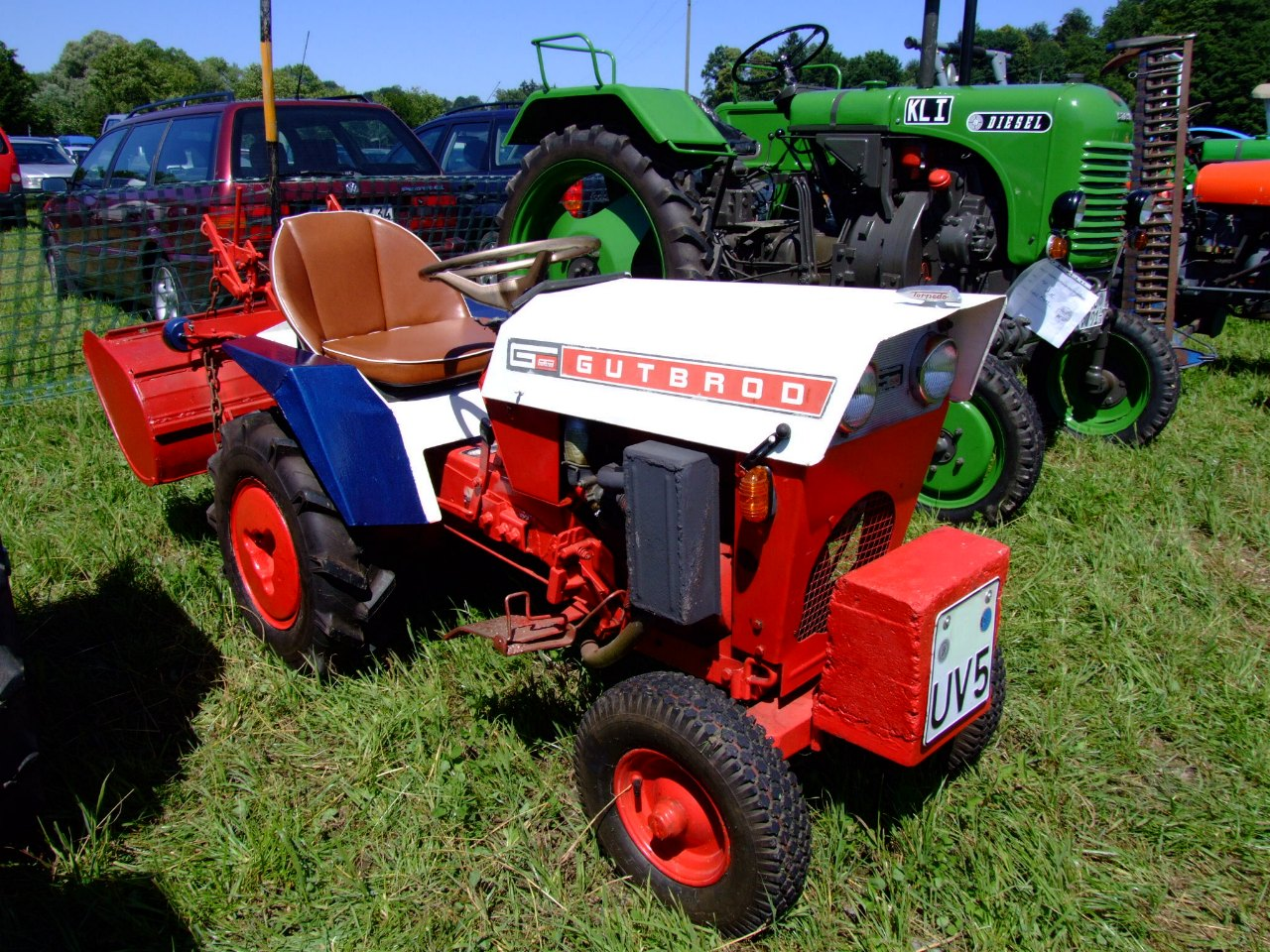
malotraktor Gutbrod

Po odprodeji automobilové výroby vyráběl Gutbrod především motorové sekačky na trávu a malotraktory MotoStandard.
Vyvinul stavebnicový systém Gutbrod Terra s jednoválcovým vzduchem chlazeným dvoudobým motorem a připojitelnými zařízeními na provádění všech menších polních prací, který úspěšně zachytil vznikající trend zahrádkářství Koncem šedesátých let při politickém uvolnění v Československu zakoupily licenci na jeho výrobu Agrozet Jičín a Vari.
V roce 1996 koupila Gutbrod americká společnost Modern Tool and Die Company. Z továrny udělala evropskou centrálu a své zahradní stroje prodává v Evropě pod značkou Gutbrod.